# Tom Lewis (politico)
Thomas F. Lewis, detto Tom (Filadelfia, 26 ottobre 1924 – Palm Beach Gardens, 1º agosto 2003), è stato un politico statunitense, membro della Camera dei Rappresentanti per lo stato della Florida dal 1983 al 1995.

## Biografia
Nato a Filadelfia, dopo la seconda guerra mondiale Lewis si trasferì in Florida e intraprese una carriera nel mondo degli affari, per poi essere eletto sindaco di North Palm Beach con il Partito Repubblicano.
Nel 1972 venne eletto all'interno della legislatura statale della Florida, dove rimase fino al 1982, quando venne eletto deputato alla Camera dei Rappresentanti. Dopo quella volta, venne rieletto per altri cinque mandati, finché nel 1995 decise di ritirarsi.
Morì nel 2003 per cause naturali.